# Рясянен, Пяйви
Пяйви Мария Рясянен (фин. Päivi Räsänen, урождённая Кувая (Kuvaja); род. 19 декабря 1959, Сонкаярви) — финский политик, депутат финского парламента (c 1995), председатель партии «Христианские демократы» (с 2004 по август 2015 года); министр внутренних дел Финляндии в 2011—2015 годах.

## Биография
По образованию врач. В 1993 году избрана в городской совет Рийхимяки.
В 2004 году была избрана председателем финской консервативной партии «Христианские демократы»; с тех пор регулярно переизбиралась на этот пост, в том числе 20 августа 2011 года на очередном партийном съезде, прошедшем в городе Коккола (была избрана единогласно), 31 августа 2013 года — на съезде в Хямеенлинне (получила 271 голос, а её единственный соперник по выборам — лишь 12 голосов). В 2015 году Рясянен не стала принимать участия в выборах председателя; на посту председателя партии её сменила Сари Эссайя.
С 22 июня 2011 года — Министр внутренних дел Финляндии. В должности министра высказалась за упразднение дорожной полиции в Финляндии, что, по её мнению, соответствует программе экономии бюджетных средств.
29 июня 2013 года в связи с появившимися в твиттер-аккаунте @PaiviRasanen высказываниями относительно проходившего Helsinki Pride («Я молюсь за всех участников прайда. Надеюсь, вы поправитесь и Господь помилует вас»), якобы принадлежащими Рясянен, руководство партии заявило о том, что аккаунт является поддельным и председатель не имеет к нему никакого отношения.
В феврале 2015 года попала в ДТП, в связи с чем была госпитализирована в больницу. В мае того же года снова попала в ДТП: машина, в которой она ехала, столкнулась с северным оленем, при этом Рясянен и её водитель не пострадали, а животное погибло на месте.

## Политические взгляды
Пяйви Рясянен занимается преимущественно вопросами семьи и женщин в обществе, при этом занимает достаточно консервативную позицию. Например, она выступает против абортов вообще и особенно против абортов на поздних сроках, если ожидается рождение ребёнка-инвалида. Активно выступает против сожительства, считая добрачный секс недопустимым. Предлагает делать различие в бесплодии у незамужних и замужних женщин.

## Религиозные взгляды
Ссылаясь на Библию и тексты Лютера, Рясянен настаивает на подчинённой роли женщины в семье, что идёт вразрез с феминистскими теориями. Рясянен сотрудничает с консервативной организацией Фонд Лютера, создавшей в Финляндии параллельную церковную иерархию.
В июле 2013 года в связи с выступлением Рясянен на религиозном мероприятии Kansanpäivät, где она в своей речи рассуждала о роли, которую в жизни христианина играет Библия и о том, как Слово Божие соотносится с законом, её позиция вызвала резкую критику и волну неодобрения в обществе (в особенности её заявление, что в некоторых ситуациях Библия имеет больший вес, нежели законодательство, а также её сравнения абортов с забоем животных). В этой связи дом министра подвергся акту вандализма.

## Теледебаты о благословении гомосексуальных пар
В октябре 2010 года Рясянен приняла участие в теледебатах, посвящённых проблеме гомосексуализма. Предпосылкой к ним стало избрание в марте 2010 главой Церкви Финляндии Кари Мякинена, который положительно относится к благословению гомосексуальных союзов. После дебатов, во время которых Рясянен высказала негативное отношение к подобной перспективе, несколько тысяч человек покинуло ряды приверженцев лютеранской церкви Финляндии. В то же время более тысячи человек вступило в партию Рясянен.
Также известна своим мнением, что «беженцам христианского вероисповедания, прибывающим в Финляндию, следует отдавать предпочтение перед мусульманами».

## Обвинения в разжигании розни
В апреле 2021 года генеральный прокурор Райя Тойвиайнен выдвинула против Пяйви Рясянен три обвинения в разжигании розни. Её обвиняют за высказывания в твите в июне 2019 года, где Пяйви Рясянен написала, что неделя Helsinki Pride «возвела стыд и грех в предмет гордости», в статье «Бог сотворил мужчину и женщину», опубликованной отдельной брошюрой в 2004 году религиозным Фондом Лютера и в интервью Рубену Стиллеру на радио Yle Puhe.
24 января 2022 года состоялось слушание в Окружном суде Хельсинки. Обвинение потребовало для Рясянен штраф в размере 120 дневных заработков. Для лица, ответственного за публикацию брошюры, обвинение просило штраф в размере 60 дневных заработков. 30 марта 2022 года суд оправдал Рясянен .

## Семья
Состоит в браке с доктором богословия Нийло Рясяненом.
У супругов — пятеро детей: Сакари (род. 1988), Саара (род. 1990), Мирьями (род. 1992), Эстери (род. 1994) и Юулия (род. 1996).